# David Cirici
David Cirici i Alomar, né le 11 février 1954 à Barcelone (Espagne), est un écrivain espagnol d'expression catalane.

## Biographie
Diplômé de philologie catalane, David Cirici est membre du PEN club catalan et de l'Association des écrivains de langue catalane (AELC). Il a été professeur de langue et de littérature catalanes, ainsi que scénariste de télévision, notamment pour La Trinca, groupe de musique et de spectacles très célèbre dans les pays catalans dans les années 1970.

## Œuvres

### Littérature pour la jeunesse
- Robòtia. Barcelone, Laia, 1985
- Llibre de vòlics, laquidambres i altres espècies. Barcelone, Destino, 1986
- L'esquelet de la balena. Barcelone, Empúries, 1986 (26 éditions)
- Vols que et tallin una orella? Barcelone, Empúries, 1988
- La fàbrica de mentides. Barcelone, Empúries, 1995
- Els grúfols. Barcelone, Abadia de Montserrat, 1998
- Bet i Bup: Bèsties i bestieses. Barcelone, Destino, 2001
- Bet i Bup: Si jo fos com tu. Barcelone, Destino, 2002
- Molsa. Barcelona, Edebé, 2013[1]
- Zona prohibida. Barcelone, Fanbooks, 2013[2]
- La decisió d'en Viggo. Zona Prohibida II, Fanbooks, 2015

### Ouvrages documentaires pour la jeunesse
- L'home del cartró. Barcelone, Ajuntament de Barcelona, 2002
- La petita ciència de la salut, avec Valentí Fuster. Barcelone, Planeta, 2011

### Romans
- El baró i la leprosa. Barcelone, Empúries, 1999
- La vida dels altres. Barcelone, Planeta, 2000
- Els errors. Barcelone, Columna, 2003
- I el món gira. Barcelone, Columna, 2011
- El lladre del Guernica. Barcelone, Proa, 2015
- El setè àngel. Barcelone, Proa, 2017

### Œuvres scéniques
- Blau marí (musical). Compagnie Roseland Musical, Barcelone, 1988
- Flit-flit (musical). Compagnie Roseland Musical, Barcelone, 1989
- La casa per la finestra (musical). Compagnie Roseland Musical, Barcelone, 1991
- Cara, calla (musical). Compagnie Roseland Musical, Barcelone, 1994
- Molsa (danse et marionnettes). Compagnie Thomas Noon, 2018

### Œuvres traduites
- (es)  El esqueleto de la ballena. Grijalbo Mondadori, collection El Arca, 1995
- (eu)  Balearen eskeletoa. Elkar, 1992
- (es)  Musgo. Edebé, 2013 (traducció de Molsa)
- (de) So riecht glück. Dressler, 2014 (traduction de Molsa)
- (it) Muschio. Il Castori, 2015 (traduction de Molsa)
- (tr) Neredesin Janinka. Final Kültür Sanat, 2015 (traduction de Molsa)
- (nl) Een hondenleven. Ploegsma, 2018 (traduction de Molsa)
- (es) Zona Prohibida, Algar, 2013
- (es) Zona Prohibida II (La decisión de Viggo). Algar, 2015

## Prix littéraires
- 1982 : Recueil Francesc Puig i Llensa de narration pour Una ploma de gralla
- 1986 : Prix Ramon Muntaner de littérature jeunesse pour L'esquelet de la balena
- 1995 :  Prix Marian Vayreda du roman (Prix littéraires de la ville d'Olot) pour La fàbrica de mentides
- 1996 : Prix de la critique Serra d'Or de Littérature jeunesse pour La fàbrica de mentides
- 2003 : Prix du 23 avril pour Els errors
- 2011 : Prix Prudenci Bertana du roman pour I el món gira[3]
- 2012 : Prix Edebé de littérature jeunesse pour Molsa
- 2013 : Prix Ramon Muntaner de littérature jeunesse pour  Zona prohibida[2]
- 2015 : Prix de littérature jeunesse El Vaixell de Vapor pour El vol de l'oreneta.
- 2016 : Prix Sant Jordi du roman pour El setè àngel.
- 2017 : Prix Strega de littérature jeunesse (Italie) pour Muschio  (traduction en italien de Molsa)
- 2017 : Prix Cento de littérature jeunesse (Italie) pour Muschio  (traduction en italien de Molsa)